# 意大利数学联合会
意大利数学联合会 (意大利语: Unione Matematica Italiana)，是意大利的一个数学学会。该学会成立于1922年12月7日。第一任主席为萨尔瓦托雷·潘谢勒（Salvatore Pincherle）。 意大利数学联合会现有3000名会员。

## 出版物
- 意大利数学联合会会刊